# إدوارد غوف بيني (سياسي)
إدوارد غوف بيني هو سياسي كندي، ولد في 4 سبتمبر 1858 في مونتريال في كندا، وتوفي في 1 أكتوبر 1935. نشط حزبياً في الحزب الليبرالي الكندي.